# Les Cahottes
Les Cahottes sont un hameau belge de la section de Mons-lez-Liège, située dans la commune de Flémalle.
Les Cahottes sont situées à l'extrémité ouest des pistes de l'aéroport de Liège, marquant la fin des campagnes planes de Hesbaye. Le relief accidenté et le paysage diversifié de cette agglomération rurale expliquent son aspect condrusien.
Avant le 1er janvier 1977, le hameau des Cahottes faisait partie de la commune d'Horion-Hozémont, aujourd'hui disparue.

## Histoire sportive
Les Cahottes furent connues à une époque pour leur équipe de handball ayant remporté le titre de champion de Belgique de division 2 et a pu donc évoluer en division 1, division durant laquelle le club évolua une saison, il fut créé selon l'initiative du ROC Flémalle, club de la commune de Flémalle-Haute à cette époque.L'équipe est descendue sur décision du Comité Sportif qui a pénalisé le club de plusieurs de ses victoires pour avoir aligné un jeune joueur non qualifié.

Toutefois, l'activité sportive la plus emblématique des Cahottes était son Moto-Cross International qui attirait les plus grands champions dans les années '50  et qui attirait la toute grande foule.